# Lokomotiva řady Ia, Ib ÖNWB
Parní lokomotivy s vlečným tendrem řad Ia a Ib si Rakouská severozápadní dráha (ÖNWB) pořídila v letech 1873-74 v počtu 3 kusů. Nasazeny byly zprvu na dopravu rychlíků mezi Vídní a Znojmem, později byly přesunuty na tratě v českém Polabí. U rakouských státních drah dostaly po roce 1907 řadová označení 201 a 401. Z provozu byly vyřazeny do roku 1911.

## Vznik a výroba
Pro zkrácení jízdních dob nově se rozvíjejícího rychlíkového spojení Vídeň – Berlín hledala ÖNWB lokomotivy rychlejší a výkonnější, než její dosavadní řady IIIb (ČSD 232.0). Od lokomotivky Sigl ve Vídeňském Novém Městě (VNM) tak roku 1874 zakoupila lokomotivu „RITTINGER“, předtím s úspěchem vystavovanou na světové výstavě ve Vídni. Šlo o sesterskou lokomotivu inovativního stroje, vyrobeného pro rakouskou Jižní dráhu (řada 11 č. 201, později jako řada 16a, č. 301 SB). Konstruktérem byl L. A. Gölsdorf. Lokomotiva byla označena řadou Ia a číslem 81.

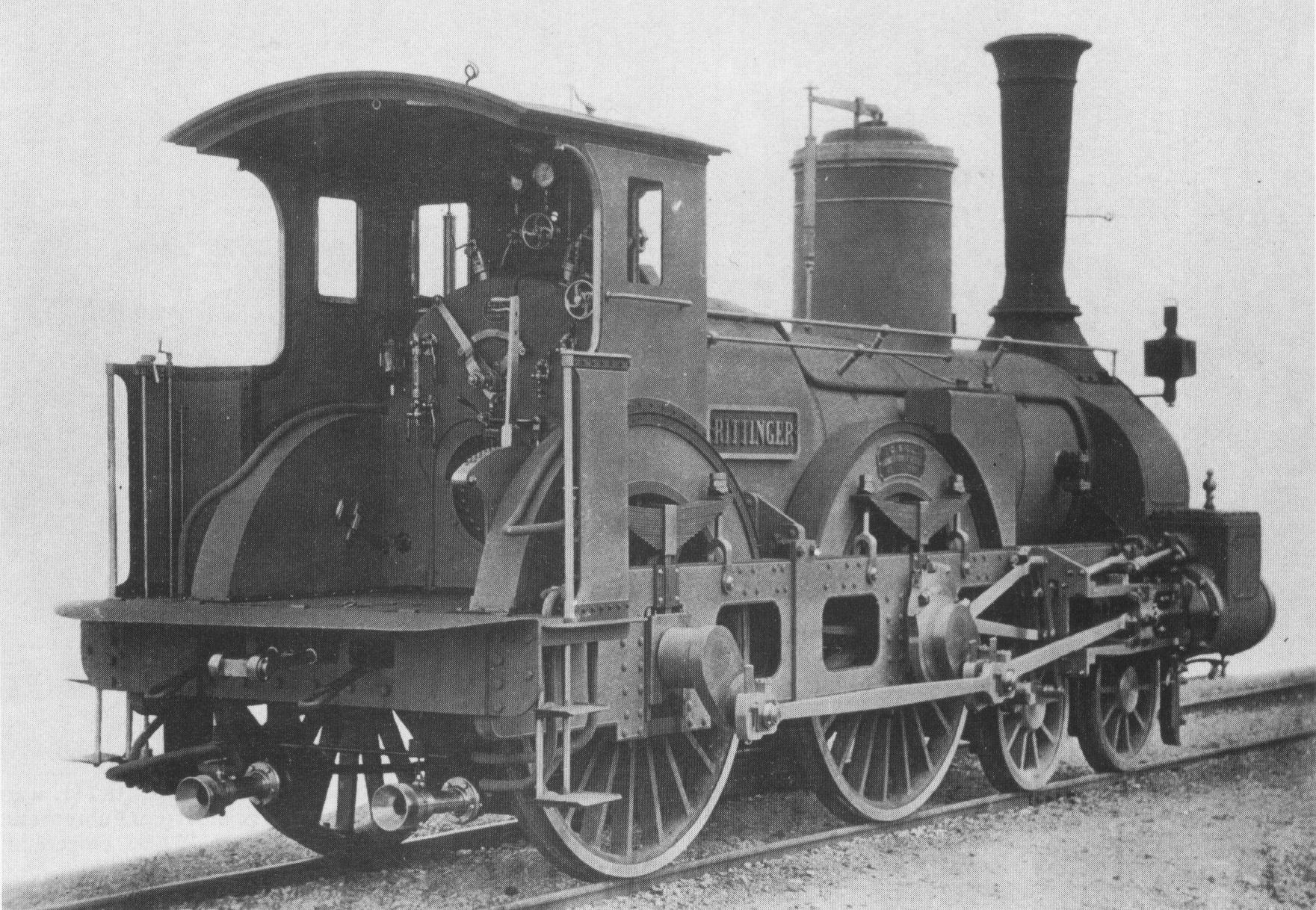
Lokomotiva „RITTINGER“ na světové výstavě
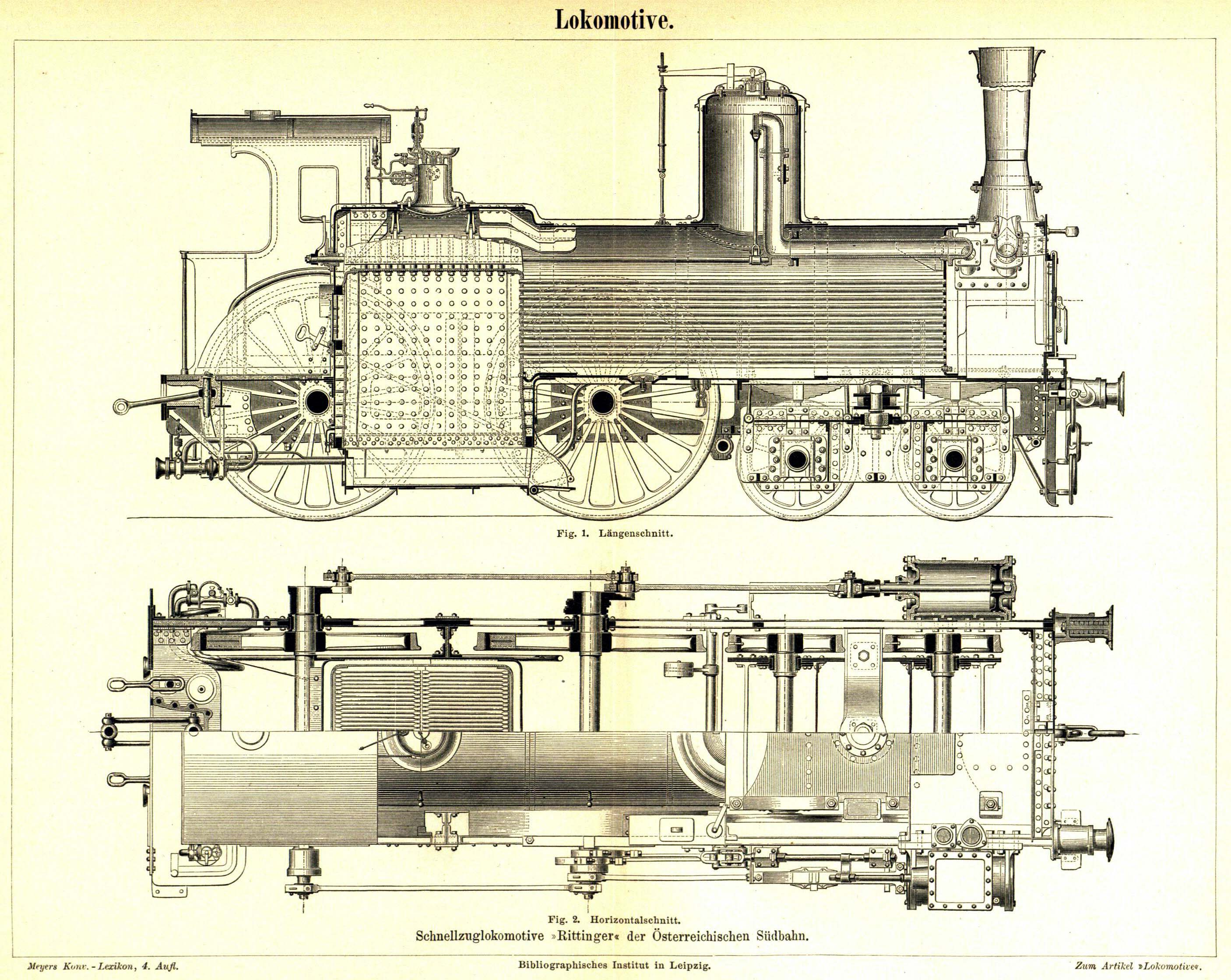
výkres lokomotivy „RITTINGER“ v řezu
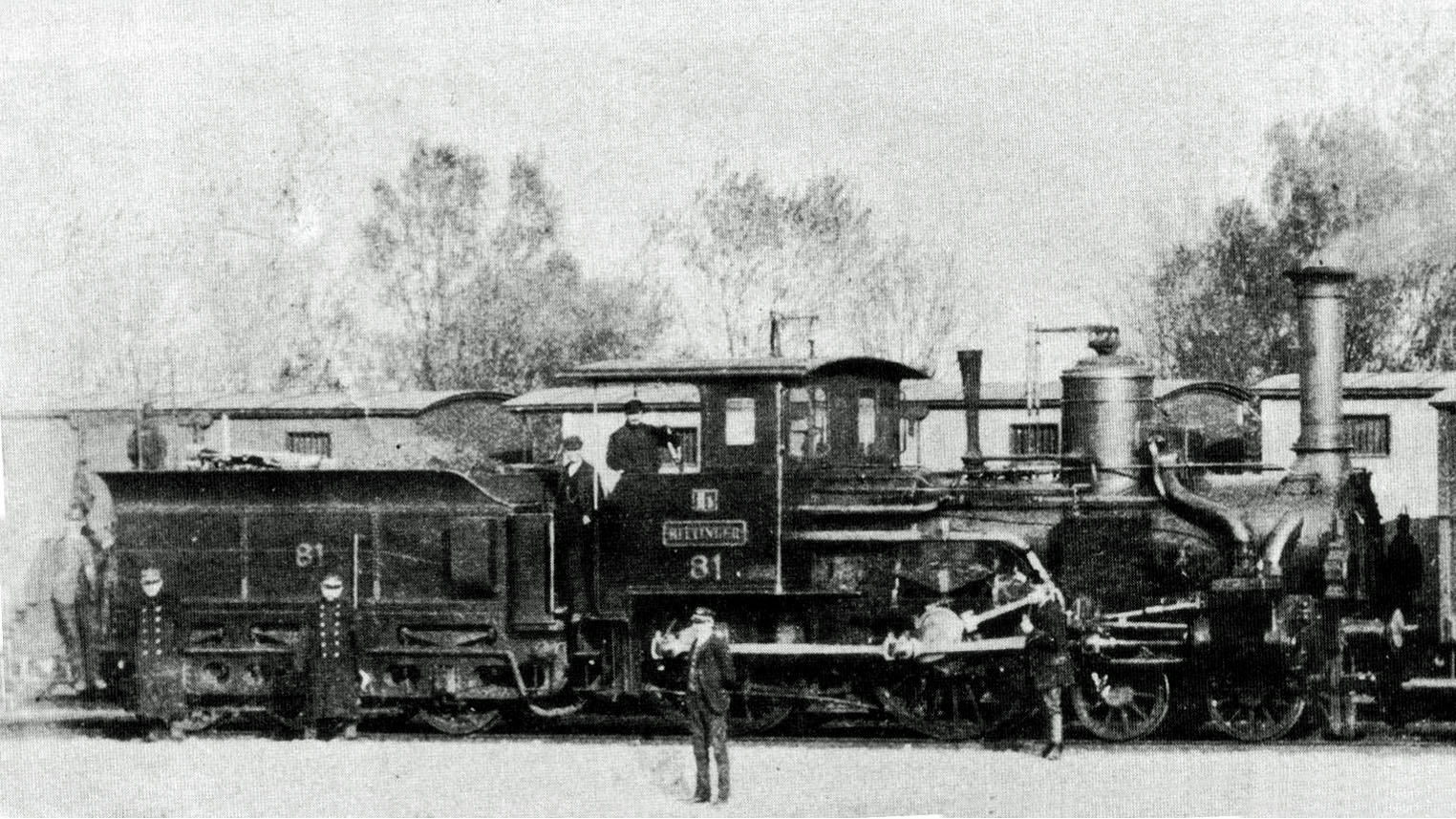
Č. 81 u sesterské SNDVB už po přestavbě, 90.léta

Stejného roku vyrobila lokomotivka ve Floridsdorfu dvě lokomotivy navržené po vzoru „RITTINGERa“ ředitelem strojní služby Společnosti Antonem Elblem. Přitom řada součástí pojezdu a parního stroje byla převzata z lokomotiv řady IIIb. ÖNWB jim přidělila řadu Ib s čísly 82 a 83 a jména „FOUCAULT“ a „LIVINGSTONE“.

## Technické provedení
Rám lokomotivy byl vnější, vpředu byl nesen Kamperovým výkyvným podvozkem, za ním bylo uloženo hnací a spřažené dvojkolí. Jejich kola o průměru téměř 2 metry podstatnou částí zasahovala nad ochoz kotle a do budky a byla tak kryta blatníky, k nim vpředu přiléhaly objemné písečníky. Zatímco u „RITTINGERa“ bylo hnacím první dvojkolí, u řady Ib to bylo dvojkolí druhé.
V rozměrech a velikostí kotle se obě řady od sebe odlišovaly. Lokomotivy řady Ib byly větší a výkonnější, měly o ca. 30 cm delší ležatý kotel než „RITTINGER“, větší byl i rošt. Dvojčitý parní stroj byl umístěn vně rámu. U lokomotiv Ib byly jeho válce kvůli délce použitých ojnic a součástí křižáku posunuty nápadně dozadu. Tyčoví pohonu i výstředníky vnějšího rozvodu byly na hallských klikách.
Lokomotivy byly časem v dílnách dráhy upravovány a přestavovány, aby se více přiblížily provedení novějších strojů Ic/Id. Mimo jiné dostal „RITTINGER“ roku 1889 nový skříňový kotel, místo původní úzké novou, větší budku, byl přemístěn parní dóm a pohon regulátoru a přítokové potrubí válců vyvedeny na kotel; ztěžkl tak o 1,4 t.  U „LIVINGSTONE“ byl po roce 1886 vyměněn kotel za větší od řady Ic.

## Provoz
Lokomotivy po dodání ve společném turnusu vídeňské výtopny ÖNWB vozily berlínské rychlíky na 100 kilometrovém rameni do Znojma. „RITTINGER“ a dle všeho i ostatní stroje byly později přesunuty do Nymburka na děčínskou trať. V traťové službě se udržely do počátku 90. let 19. století, pak dosluhovaly na staničním posunu. Státní dráhy vyhradily pro lokomotivy řady 201 a 401, přečíslování se dočkaly jen „RITTINGER“ (200.01) a „LIVINGSTONE“ (400.01). Vyřazeny byly v letech 1909–1911.
Provedením to byly stroje pro rovinaté trati, kde mohly prokázat své kvality. Přes na svou dobu dostatečný výkon vyvíjely poměrně malou tažnou sílu při rozjezdech, ve stoupání a v nízkých rychlostech do 50 km/h, naopak maximální rychlost byla kvůli neklidnému chodu omezena na 80 km/h. Vykazovaly i zvýšenou spotřebu paliva. U lokomotivního personálu nebyly příliš oblíbené.
Vzhledem době pořízení – po krachu na vídeňské burze roku 1873 – se propadla i poptávka po železniční dopravě - zůstaly tři (resp. se strojem Jižní dráhy čtyři) prototypové lokomotivy typu „RITTINGER“ osamoceny až do dodávky vylepšené řady Ic roku 1881.